# Bellator 25
 Bellator XXV  foi um evento de MMA organizado pelo Bellator Fighting Championships ocorrido dia 19 de agosto de 2010 no Chicago Theatre em Chicago, Illinois.  O evento foi ao ar na Fox Sports Net e suas afiliadas regionais. No Japão, o evento foi transmitido com um pequeno atraso pela Cavea.

## Background
A luta de Leves entre Mark Miller e Josh Shockley era esperada para ocorrer nesse evento. Mas na semana antes do evento, a luta foi cancelada quando Miller sofreu uma lesão na costela nos treinamentos. 